# Eva Schulz
Eva Schulz (Borken, 1990) is een Duitse journalist, televisiepresentator en webvideoproducent.

## Biografie
Eva Schulz ging naar de middelbare school Mariengarden in Borken-Burlo, waar ze haar eerste journalistieke ervaring opdeed bij de schoolkrant Marie. Ze won verschillende prijzen voor schooljournalisten, waaronder drie keer in de schoolkrantwedstrijd van Der Spiegel. Ook schreef ze voor Der Spiegel, Jetzt of Die Zeit en liep ze stage bij Handelsblatt. Schulz studeerde Kommunikation, Kultur und Wirtschaft aan de Zeppelin Universiteit in Friedrichshafen. In 2013 schreef ze haar scriptie over Innovation im öffentlich-rechtlichen Fernsehen – und wie sie verhindert wird. Daarna voltooide ze een master in Urban Studies en reisde ze twee semesters door Europa.

## Journalistiek werk
In 2011 was Schulz betrokken bij de ontwikkeling van de eerste Duitse editie van Wired magazine. Van 2012 tot 2014 werkte ze als verslaggever voor het EinsPlus televisiemagazine Klub Konkret. Van 2016 tot 2017 ontwikkelde ze voor Funk het Snapchat-nieuwskanaal hochkant. Sinds 2017 exploiteert ze het Funk-videokanaal Deutschland3000, dat voornamelijk wordt geproduceerd voor Facebook en Instagram. Volgens hun eigen verklaringen is hun doel om jongeren te ondersteunen bij het vormen van een mening over politieke kwesties. Sinds 2019 modereert ze ook de Funk-podcast Deutschland3000 – 'ne gute Stunde mit Eva Schulz.

## Prijzen
- 2009: Medium Magazin Top 30 tot 30[6]
- 2011: Nominatie Deutscher Reporterpreis in de categorie Beste Webreportage[17]
- 2014: Kausa Media Award van het Duitse ministerie van Onderwijs en Onderzoek[18][19]
- 2017: Medium Magazin entertainmentjournalist van het jaar[20]
- 2018: Nominatie voor de Grimme Online Award in de categorie Information[21]
- 2019: Forbes 30 Under 30 Europe[22][23]
- 2019: 25 Frauen Award van Edition F[24]
- 2020: Kress.de Top 10 beste politieke journalisten[25]
- 2020: Deutscher Podcast Preis in de categorie Beste*r Interviewer*in
- 2020: Kurt Magnus-prijs voor de Deutschland3000-podcast